# Pays Médoc Rugby
Le Pays Médoc Rugby est un club de rugby à XV basé à Pauillac en Gironde.

## Historique
Le club est né en 2000, issu de la fusion entre les clubs du Stade pauillacais indépendant club basé à Pauillac et du Stade athlétique médocain de Lesparre-Médoc. Plus tard[Quand ?], le club de Castelnau-de-Médoc intègre aussi la structure du PMR.
Après quelques années de stabilisation et d'évolution des structures encadrants les pôles jeunes et séniors, l'année 2005-2006 fut ponctuée par un titre de champion Honneur du comité Côte d'Argent et une montée en Fédérale 3.
Le club atteint à son plus haut niveau la Fédérale 1. Il descend par la suite jusqu'en division régionale.

## École de rugby
L'école de rugby du PMR rassemble les joueurs de plusieurs communes du Médoc, Saint-Vivien-de-Médoc, Lesparre-Médoc, Pauillac, Hourtin et Listrac-Médoc : les jeunes joueurs pratiquent de manière séparée en semaine dans l'une des structures locales, avant de réunir le samedi.

## Palmarès
- 2005-2006 : champion Honneur comité Côte d'Argent, montée en fédérale 3
- 2008-2009 : montée en Fédérale 2
- 2009-2010 : 1er des phases de poule, montée en Fédérale 1